# Distretto di Waeng Noi
Il distretto di Waeng Noi (in thailandese: แวงน้อย) è un distretto (amphoe) della Thailandia, situato nella provincia di Khon Kaen.